# Saturnalia tupiniquim

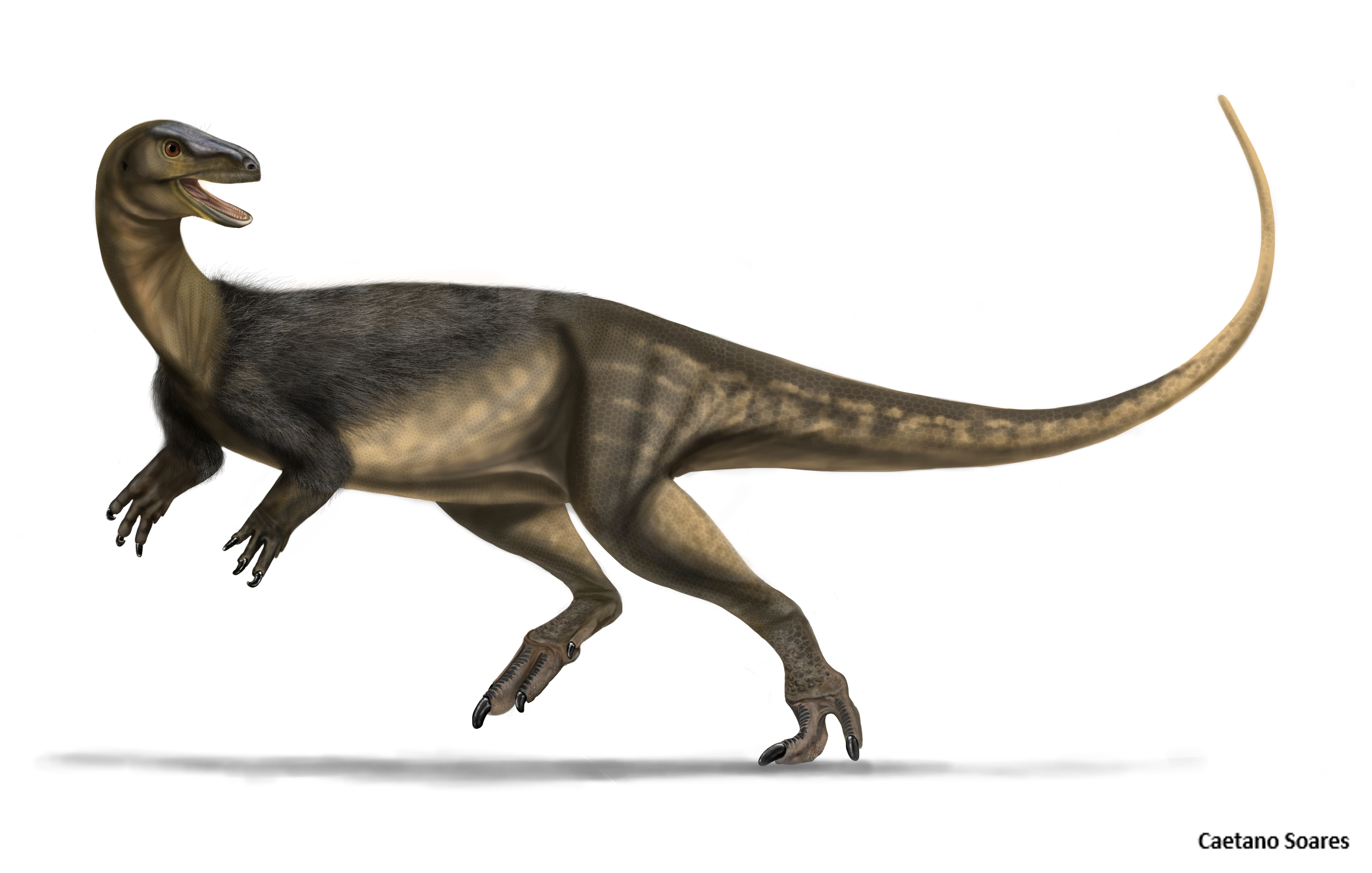
Saturnalia tupiniquim reconstrução em vida

Comparação de tamanho com um humano.

Saturnalia tupiniquim é uma espécie de dinossauro basal descoberto na cidade de Santa Maria, Rio Grande do Sul, Brasil, que viveu no Carniano, no final do período Triássico (há 233 milhões de anos), tornando-se um dos mais antigos dinossauros já encontrados. Faz parte dos sauropodomorfos, grupo que inclui os saurópodes gigantes e formas menores que viveram durante o Triássico. Tinha cerca de 1,5 metros de comprimento.

## Classificação
Na descrição do táxon, o paleontólogo Max Cardoso Langer e colegas (1999) o classificaram como membro de Sauropodomorpha. José Fernando Bonaparte e colegas, em um estudo de 2007, concluíram que Saturnalia tupiniquim é muito semelhante a outro dinossauro descoberto no Brasil, o Guaibasaurus candelariensis. Bonaparte posicionou ambos na mesma família, Guaibasauridae. Como Langer, Bonaparte concluiu que essas formas se tratavam de  sauropodomorfos primitivos ou formas intimamente ligadas ao ancestral comum dos sauropodomorfos e terópodes.

## Descoberta das espécies
O holótipo juntamente dos parátipos foram descobertos  no Sítio Paleontológico Sanga da Alemoa (também chamado de Waldsanga ou Cerro da Alemoa), em Santa Maria, Rio Grande do Sul, Brasil. A escavação foi realizada durante o Carnaval, que se acredita ter suas origens na festa do solstício do inverno romano, Saturno; o que deu origem ao nome em 1999, juntamente com a palavra tupiniquim do português e guarani, que significa algo "tipicamente brasileiro".